# Simon Vestdijk

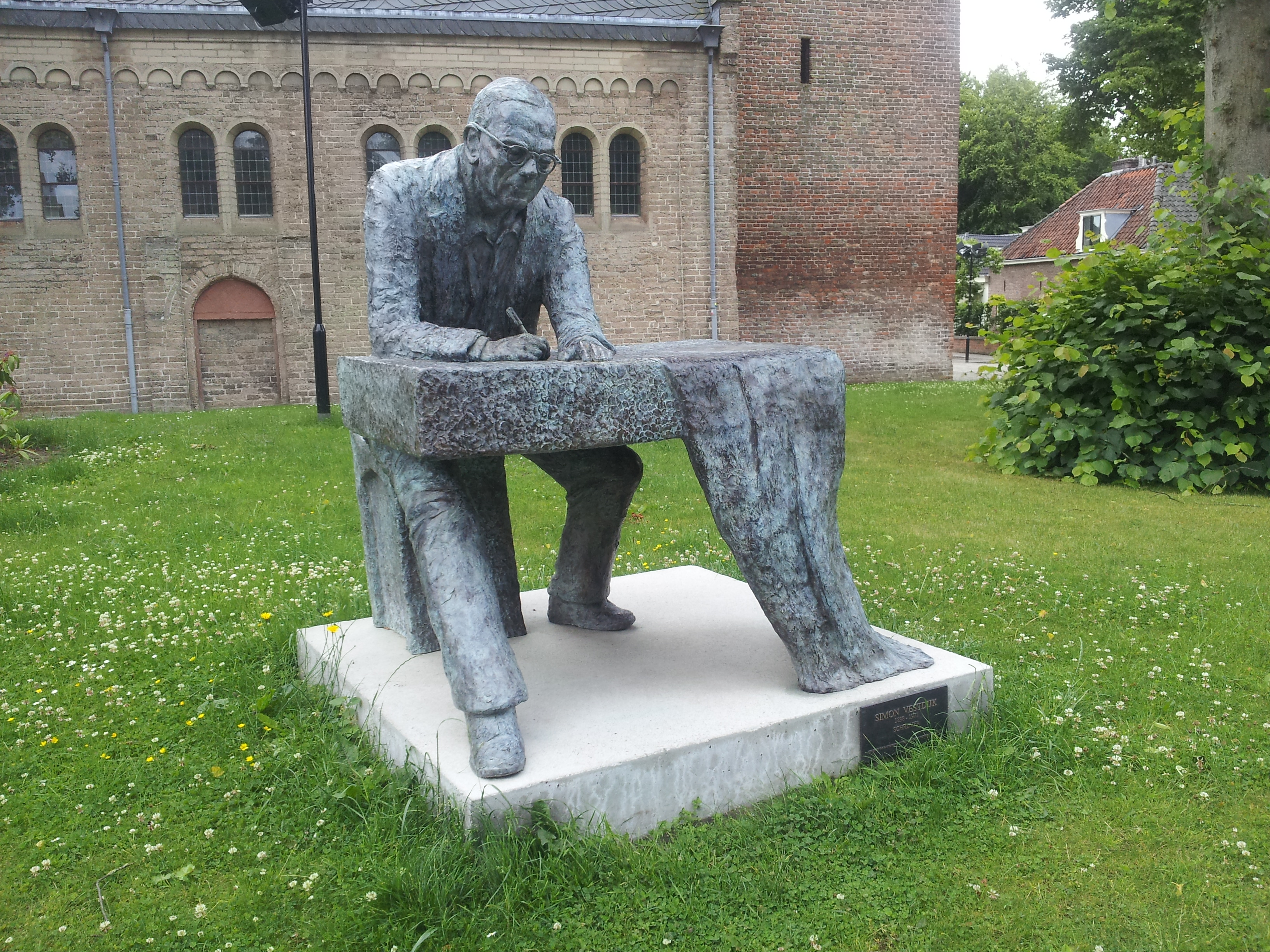
Rzeźba pisarza w Doorn autorstwa Jaapa te Kiefte

Simon Vestdijk (ur. 17 października 1898 w Harlingen, zm. 23 marca 1971 w Utrechcie) – holenderski prozaik, poeta, eseista i krytyk literacki.
Ukończył medycynę i przez kilka lat pracował jako lekarz. Potem jednak całkowicie poświęcił się literaturze. Był bardzo wszechstronnym twórcą. Jego powieści można podzielić na psychologiczne i historyczne. Do pierwszej grupy zalicza się m.in. Terug tot Ina Damman (1934), Duitsch dienstmeisje (1935), St. Sebastian (1939). Wśród jego powieści historycznych wyróżnić można m.in. takie tytuły jak: Piąta pieczęć (Het vijfde zegel, 1937), Wyspa rumu (Rumeiland, 1940). Vestdijk publikował też studia o literaturze, sztuce, muzyce, estetyce, religii, psychologii i astrologii. Wydał je w zbiorach Leir en lancet (Lira i lancet, 1939) oraz De Poolsche ruiter (Polski jeździec, 1946). Był też autorem tomu wspomnień Gestalten tegennover mij (1961), a także utworów poetyckich.
W 1955 roku otrzymał nagrodę Constantijna Huygensa, a w 1964 nagrodę Holenderskiego Związku Literatów. Był kandydatem do Nagrody Nobla.